# Korral
Korral – ogrodzenie z kolczastych i ciernistych gałęzi dla pomieszczenia bydła i jego ochrony przed drapieżnikami, stosowane przez pasterzy w Ameryce. Analogiczne ogrodzenie w Afryce nosi nazwę zeriba lub boma.